# Estadi Reales Tamarindos
L'Estadi Reales Tamarindos és un estadi esportiu de la ciutat de Portoviejo, Equador.
És la seu del club Liga Deportiva Universitaria de Portoviejo. Va ser inaugurat l'any 1970 i té una capacitat per a 21.000 espectadors.
Fou una de les seus de la Copa Amèrica de futbol de 1993.